# Geschiedenis van de Verenigde Staten (1980-1988)
De Amerikaanse jaren 1980 staan in het teken van het presidentschap van Ronald Reagan. De door tegenstanders als cowboy omschreven president had een ongetemperd optimisme en vertrouwen in de Verenigde Staten die hij een helderschijnende stad op een heuvel noemde. Na een langzame start werd de economie sterk aangewakkerd als gevolg van Reagans belastingverlagingen. De keerzijde van zijn beleid was wel een tot recordhoogtes stijgend begrotingstekort. Het werd bestreden door te bezuinigen op velerlei zaken, onder andere op het onderzoek naar alternatieve energie dat door zijn voorganger Carter een flinke injectie gekregen had.
In de buitenlandse politiek was Reagan daadkrachtig en, volgens critici, roekeloos. Hij was een fervent anti-communist en deinsde er niet voor terug harde taal te gebruiken jegens de Sovjet-Unie. Ook voerde hij de wapenwedloop (Project Star Wars) weer op om zo de Sovjet-Unie financieel op de knieën te krijgen en steunde de Afghaanse opstandelingen die de Russische bezetting bestreden (Afghaanse Oorlog (1979-1989)).
Samen met zijn geestverwant en goede vriendin Margaret Thatcher, de premier van Groot-Brittannië, zag hij in de in 1985 aan het roer gekomen Sovjetleider Gorbatsjov een gesprekspartner.
Reagan behaalde een enorme verkiezingsoverwinning in 1984 waarbij hij 49 staten naar zich toe wist te trekken. Zijn tweede ambtstermijn stond mede in het teken van de Iran-Contra Affaire waarbij er illegaal wapens van Iran naar de contra's in Nicaragua werden gesluisd. Aan het eind van zijn twee termijnen was Reagan een van de populairste presidenten. De groeiende economie en het herstelde zelfvertrouwen van een sterk Amerika, alsmede zijn bijdrage aan het einde van de Koude Oorlog zorgden hiervoor, hoewel de vraag is hoeveel Reagan heeft bijgedragen aan het einde van de Koude Oorlog of dat hij slechts de mogelijkheid aangreep toen deze zich in de persoon van Gorbatsjov aandiende.
Toen de Sovjet-Unie uiteindelijk in 1989 viel en het Oostblok liberaliseerde groeide de welvaart van de Verenigde Staten tot ongekende hoogten, evenals de schuldenlast en internationale verstrengelingen van het land. Sociale veranderingen hielden aan, echter langzamer dan in de jaren zeventig, terwijl de babyboomers de puntjes op de i van hun revolutie zetten.
De veranderingen in de economische politiek leidden tot een periode van grotere economische groei maar ook tot een situatie waarbij 95% van die groei in de handen van de 5% rijkste Amerikanen terechtkwam. Deze trend leidde tot steeds grotere verschillen in inkomen in de maatschappij. Aan de arme kant van de curve worden mensen steeds armer, wat vooral het emancipatieproces van de zwarte bevolking dat sinds de dagen van Martin Luther King op gang gekomen is in de wielen reed. Er ontstond een soort tweedeling in de zwarte gemeenschap van mensen die er al dan niet in slagen uit het getto te ontsnappen. Een andere ontwikkeling was dat het drugsgebruik - dat ooit als teken van zelfbevrijding in de jaren zestig op gang gekomen was - nu ernstige gevolgen had en gepaard ging met verloedering van hele wijken die overgenomen werden door de drugshandelaren. Onder Reagan en diens opvolger Bush begon men daartegen op te treden, de zogenaamde War on Drugs. Vele miljarden werden besteed om mensen in het gevang te zetten, maar pogingen kinderen beter op te voeden en te doordringen van de noodzaak nee te zeggen - onder anderen geleid door de first lady Nancy Reagan - hadden eigenlijk meer succes.
In het Midden-Oosten was de betrokkenheid van de Verenigde Staten noodgedwongen groot. De afhankelijkheid van vreemde oliebronnen, vooral die in het Golfgebied, werd steeds groter. Hoewel de olieprijs in deze tijd weer terugkeert tot een lager peil, wat de economie zeker te goede kwam, bekeken de VS de ontwikkelingen in de regio met argusogen. Er was een kortstondige Amerikaanse interventie in de langdurige oorlog in Libanon, maar Reagan trok snel zijn troepen terug toen een bomaanslag aan velen het leven kostte. Wel was er steun voor het regime van Sadam Hoesein in Irak toen deze de grote, maar door interne troebelen verzwakte buurman Iran aanviel.
Geschiedenis van: Antigua en Barbuda · Bahama's · Barbados · Belize · Canada · Costa Rica · Cuba · Dominica · Dominicaanse Republiek · El Salvador · Grenada · Groenland · Guatemala · Haïti · Honduras · Jamaica · Mexico · Nicaragua · Puerto Rico · Saint Kitts en Nevis · Saint Lucia · Saint Vincent en de Grenadines · Trinidad en Tobago · Verenigde Staten